# جورج واشنطن سميث
جورج واشنطن سميث (بالإنجليزية: George Washington Smith)‏ هو قاضي ومحامي وسياسي أمريكي، ولد في 18 أغسطس 1846 في مقاطعة بتنام في الولايات المتحدة، وتوفي في 30 نوفمبر 1907 في مورفيسبورو في الولايات المتحدة. حزبياً، نشط في الحزب الجمهوري. وقد انتخب عضو مجلس النواب الأمريكي.